# Baleveng
Baleveng est un groupement de villages de l'ouest Cameroun, en pays Bamiléké.
Situé dans l'arrondissement de Nkong-Ni, département de Menoua, le village est à environ 5 km de la ville de Dschang.

## Géographie

### Situation
Le village est situé sur la route provinciale P17 (axe Dschang- RN 6) à 3,4 km à l'ouest du chef-lieu communal Nkong-Zem et à 14 km au nord-ouest du chef-lieu départemental Dschang.
| Bafou | Bangang  |           |
| Bafou | Baleveng | Balessing |
| Bafou | Bamendou |           |

### Topographie
Ndzem-Tôh (ou Zemto), un village du groupement Baleveng, était dans l’esprit des populations, un lieu idéal naturel pour se cacher et se protéger des attaques. Il fut grandement sollicité par les populations Baleveng au cours de la guerre d'indépendance du Cameroun ainsi que les troubles qui ont suivi, dans les années 1958 - 1964. Baleveng est sur le plan administratif un village ou chefferie de 2e degré dirigé par un roi, le chef de 2e degré Sa Majesté Gaston Nguemegni.

## Villages et quartiers
Le groupement de Baleveng est constitué de 10 villages :
- Bandza
- King Place
- Mbou
- Mellia
- Nzemeto
- Suefeng
- Zem Baleveng
- Touleveng
- Nzingla Tekli
- Nzingla Yaguem

## Culture et traditions

### La chefferie et les notabilités
En pays Bamiléké, toutes les chefferies sont des régimes monarchiques. Et comme dans tous les royaumes en terre bamiléké, l'administration royale à Baleveng est centralisée. La chefferie est composée :
- du monarque appelé Nfo’oh (« chef ») : l'autorité suprême ;
- du Mekem lefvouo’o, le Conseil des 9 : ce conseil est chargé de la défense du royaume et de la protection de la forêt sacrée « lefem » ;
- du Mekem Sa’abéa, le Conseil des 7 : ce conseil est chargé du cabinet ministériel qui forme l’état-major du village ; il est chargé aussi des relations avec l'extérieur et de la diplomatie.

Les trois premières structures forment le noyau central de l'administration royale. Il est renforcé par des assemblées de dignitaires telle que :
- les powlahk (les « fils du pays »), les représentants officiels de la religion traditionnelle et des rites : ils protègent le sol contre les mauvais esprits et sont responsables de la fête de récolte Tou’o lahk ;
- les Nweh lahk : ce sont les « professeurs de la nation » et sont aussi les gardes de corps du chef ;
- les Kui’fo’o, « homonymes du chef » dont le symbole en forme de V est représenté par le « Lefo'o », un instrument de musique (sacré) forment le corps des messagers du chef ;
- le ka ’ah lahk, c'est l'armée du chef : il joue le rôle de la gendarmerie à la chefferie ;
- le scemtchou’eh (« police secrète ») : il est chargé du renseignement et de la protection nocturne du royaume.

Le royaume Baleveng est une chefferie de 2e degré dans la nomenclature de l'administration camerounaise.

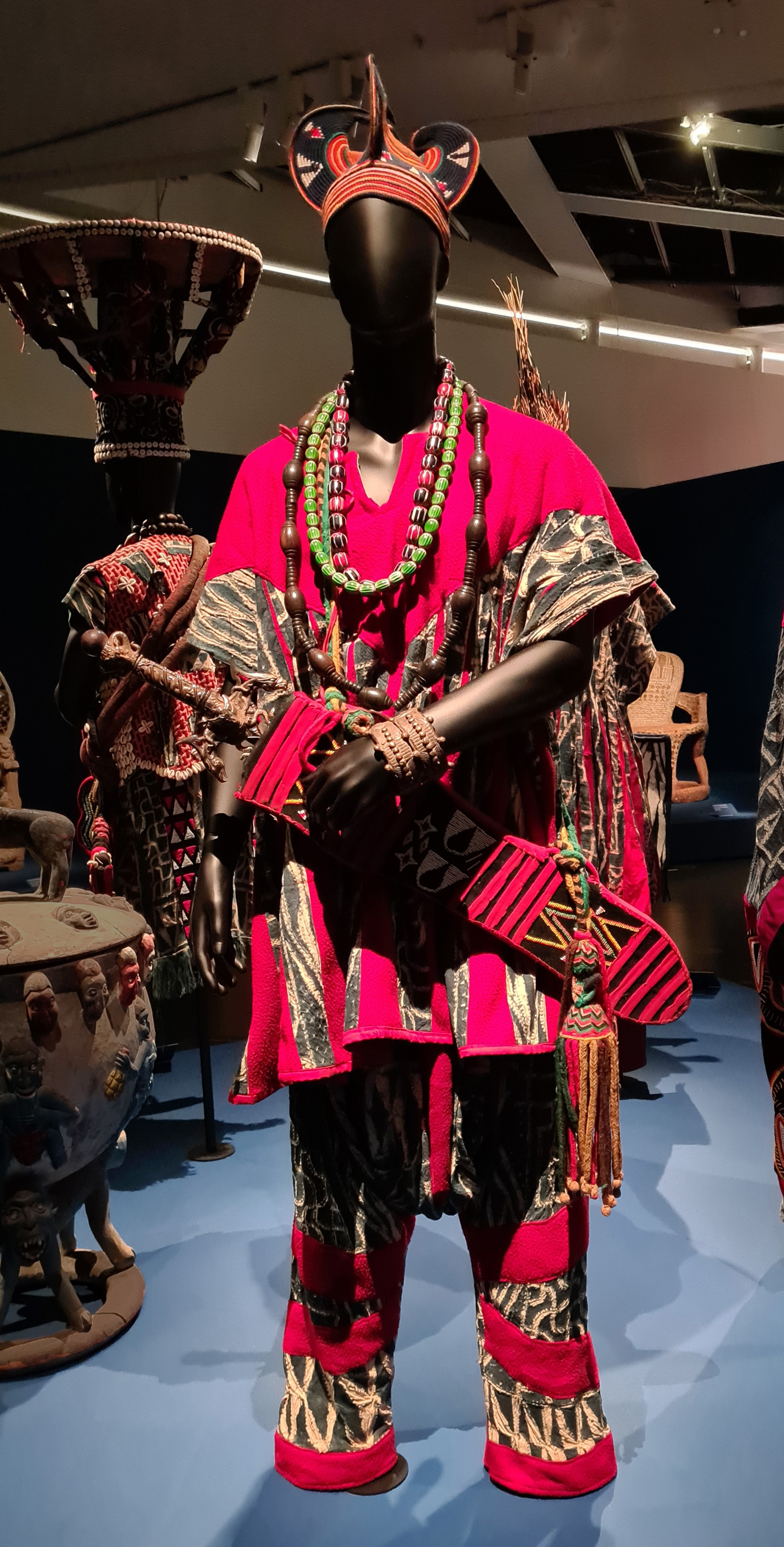
Costume du chef.
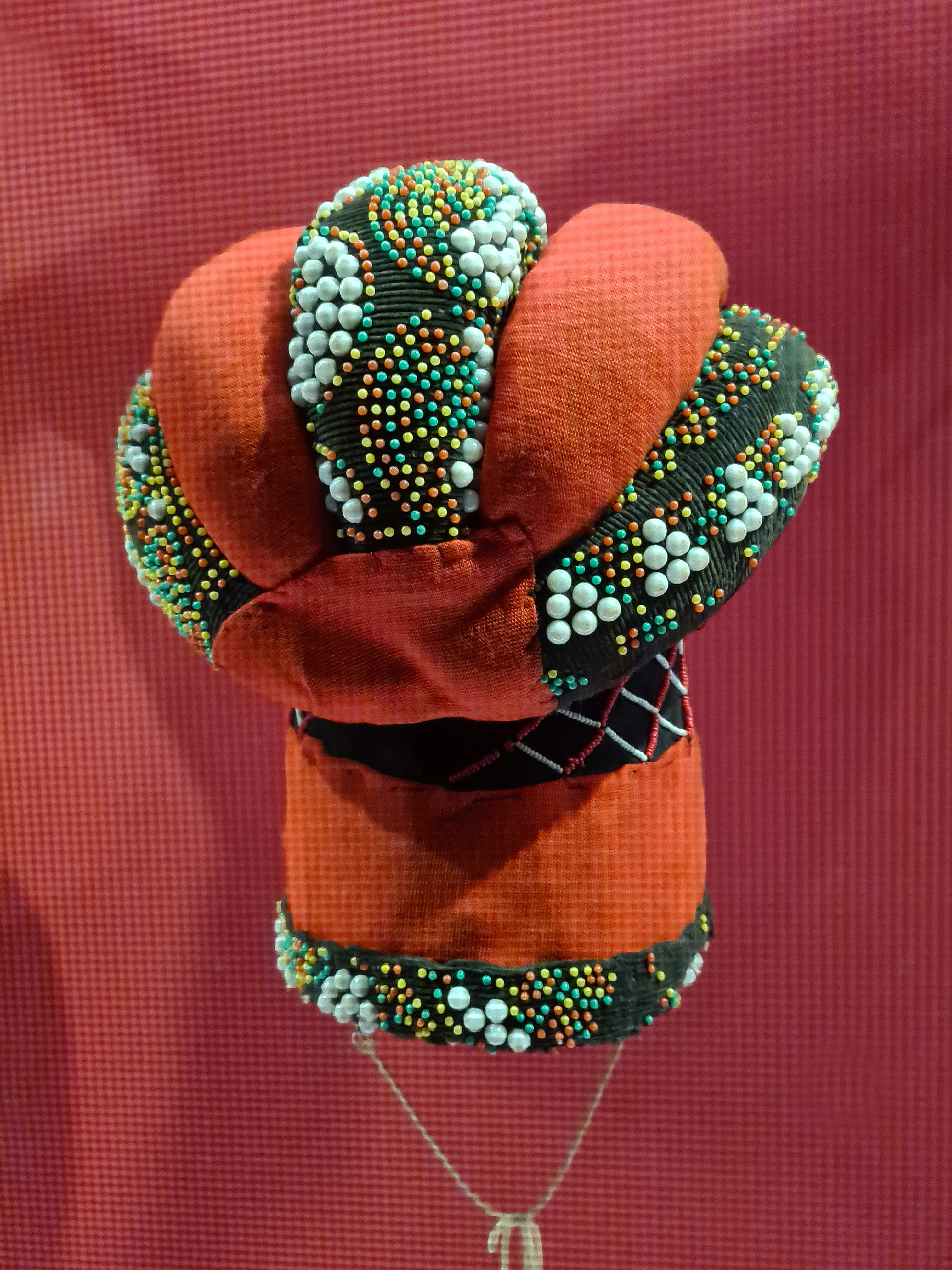
Coiffe.
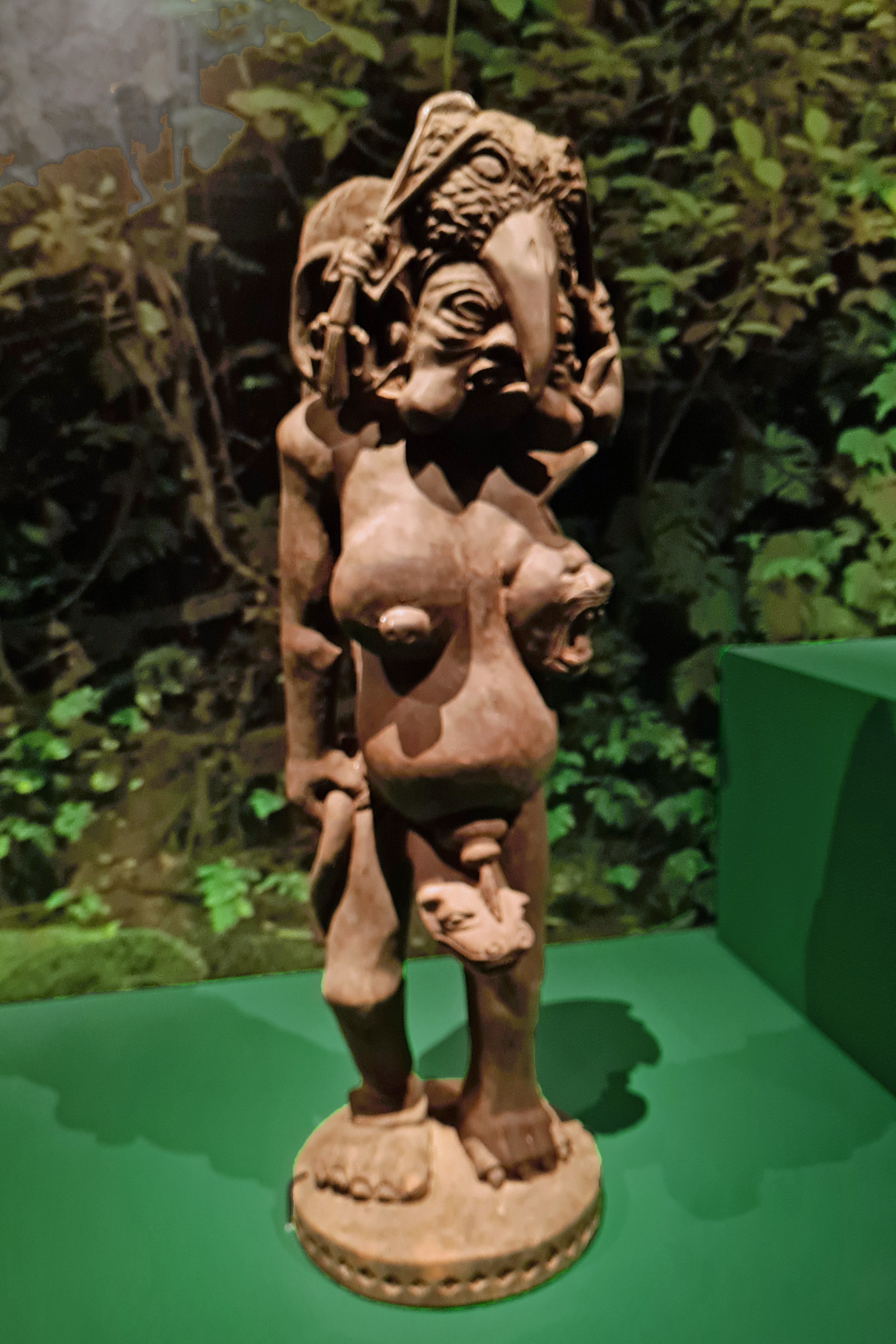
Statue anthropomorphe.

### Les danses traditionnelles
- Le mendzôn (danse des guerriers)
- Le kana
- Le mbeyaa

## Institutions

### Santé
* Hôpital de District de Nkong-Ni

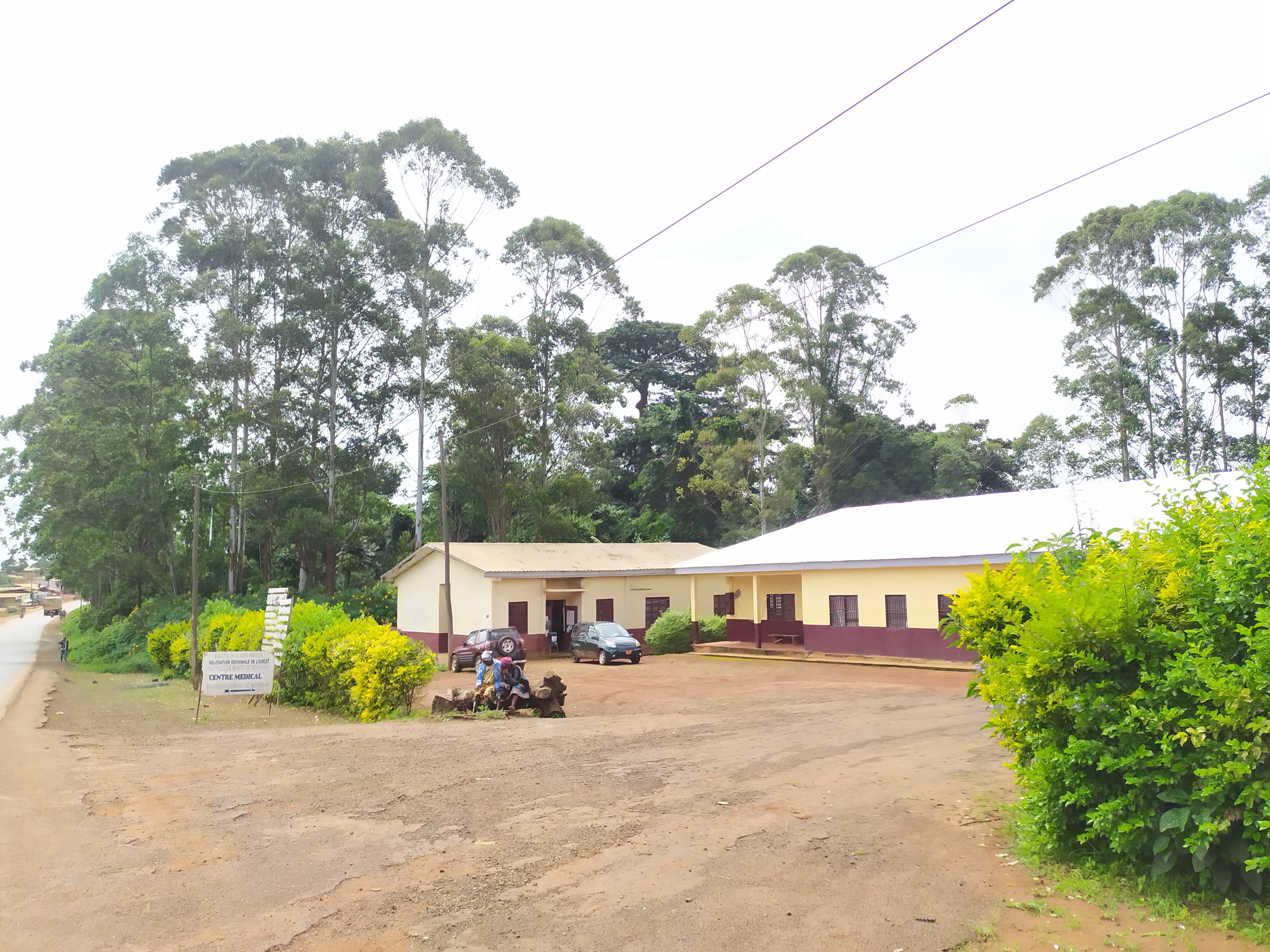
Hopital de Nkong-Ni

- Dispensaire St. Kisito de Baleveng
- Centre de santé de banzah
- Centre de santé de mebou

### Éducation

#### Primaire
- CEBEC Baleveng
- école catholique du Centre
- école publique du Centre
- école publique de Zemto
- école publique de Mingnè (ou Mingnhè)
- école publique de Tsobing
- école publique de Suefeng
- école publique de Tchueza
- école publique de Liyaguem
- école publique de Zem Baleveng
- école publique de Mbou
- école publique de Banzah
- école maternelle de Mellia
- école CEBEC de Banzah
- école publique de Mekong

#### Secondaire
- lycée bilingue de Baleveng
- lycée technique de Baleveng
- lycée bilingue de Ndzah
- collège évangélique de Baleveng
- CETIC de Zemto Baleveng
- Collège de la persévérance de Baleveng